# Zatoka Świętego Wawrzyńca
Zatoka Świętego Wawrzyńca (fr. Golfe du Saint-Laurent, ang. Gulf of Saint Lawrence) – zatoka oraz estuarium położone u wschodnich wybrzeży Kanady. Jest ujściem mas wodnych, które z Wielkich Jezior poprzez Rzekę Świętego Wawrzyńca wpływają do Oceanu Atlantyckiego.
Rzeka wpływa do zatoki poprzez:
- Cieśninę Jacques'a Cartiera między regionem Quebecu Côte-Nord a północnym wybrzeżem Wyspy Anticosti
- cieśninę Honguedo między południowym brzegiem wyspy Anticosti a półwyspem Gaspésie.

Zatoka jest otoczona z północy przez półwysep Labrador, ze wschodu przez Nową Fundlandię, z południa przez Nową Szkocję (szczególnie przez wyspę Cape Breton), i z zachodu przez quebecki półwysep Gaspésie i Nowy Brunszwik. W zatoce leżą: wyspa Anticosti, Wyspa Księcia Edwarda i Wyspy Magdaleny.
Zatoka łączy się z Atlantykiem poprzez:
- Cieśninę Belle Isle między Labradorem a Nową Fundlandią
- Cieśninę Cabota między Nową Fundlandią a wyspą Cape Breton
- cieśninę Canso między wyspą Cape Breton Island a Nową Szkocją kontynentalną.

Należy zauważyć, że odkąd zbudowano groblę Canso Causeway w 1955, woda nie przepływa swobodnie przez cieśninę Canso.
Poza Rzeką Św. Wawrzyńca zatokę zasila wiele innych rzek, z których większe to:
- Miramichi
- Natashquan
- Restigouche River / Rivière Ristigouche
- Margaree
- Humber

W wybrzeże zatoki wcinają się mniejsze, między innymi:
- Baie des Chaleurs
- Miramichi Bay
- St. George's Bay
- Bay of Islands.

W Zatoce znajduje się też oddzielająca Wyspę Księcia Edwarda od kontynentu cieśnina Northumberland Strait.
Pierwsza wymiana handlowa między Europejczykami a mieszkańcami wybrzeży Zatoki Św. Wawrzyńca miała miejsce w Nowym Brunszwiku 7 lipca 1534. 
Wyspa Świętego Pawła, znajdująca się na północny wschód od wyspy Cape Breton, jest określana jako „cmentarzysko zatoki” z powodu dużej liczby znajdujących się tam wraków statków.
Na końcu półwyspu Gaspé w miejscowości Percé (Quebec) można zobaczyć znajdującą się w wodach zatoki skałę Rocher Percé.
Wyspa Bonaventure na wschód od półwyspu Gaspésie, Île Brion i Rochers-aux-Oiseaux (znajdujące się na północny wschód od Wysp Magdaleny) są ważnymi miejscami związanymi z migracjami ptaków i znajdują się pod administracją Canadian Wildlife Service/Service canadien de la faune. Rząd Kanady utworzył kilka parków narodowych w obrębie estuarium Zatoki Św. Wawrzyńca. Są to:
- Park Narodowy Forillon na wschodnim końcu Gaspésie
- Park Narodowy Prince Edward Island na północnym wybrzeżu Wyspy Księcia Edwarda
- Park Narodowy Kouchibouguac na północno-wschodnim wybrzeżu Nowego Brunszwiku
- Park Narodowy Cape Breton Highlands na północnym krańcu wyspy Cape Breton
- Park Narodowy Gros Morne na zachodnim wybrzeżu Nowej Fundlandii
- Park Narodowy L’Archipel-de-Mingan na wybrzeżu quebeckiego regionu Côte-Nord.

Kanał Laurentański na dnie zatoki został uformowany podczas poprzednich zlodowaceń. Gdy poziom wody w oceanie był najniższy, szelf kontynentalny był poddawany erozji przez Rzekę Św. Wawrzyńca.
Wybrzeże zatoki jest dość urozmaicone, od terenów płaskich po strome klify.